# 東京都道新宿副都心十一号線

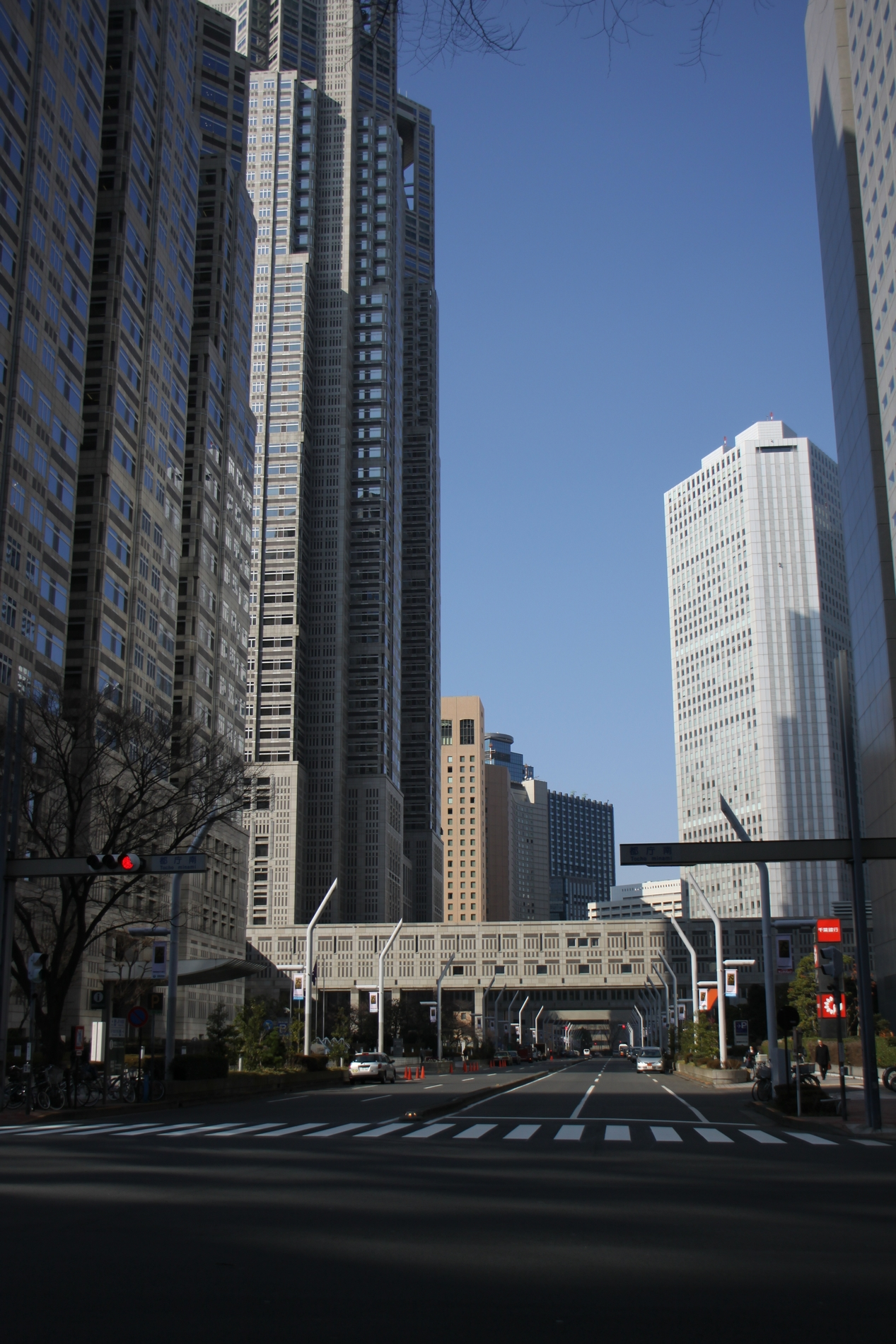
都庁南交差点

東京都道新宿副都心十一号線（とうきょうとどう しんじゅくふくとしん11ごうせん）は、東京都新宿区の特例都道である。通称は「都庁通り」。

## 概要
西新宿の副都心を南北に貫いている。都庁第一本庁舎と第二本庁舎の東側を通る。整理コードは3511。

### 路線データ
- 起点 : 東京都新宿区西新宿二丁目（都庁南交差点）
- 終点 : 東京都新宿区西新宿二丁目（都庁北交差点）
- 路線延長 : 504 m
- 通過する自治体 : 東京都新宿区

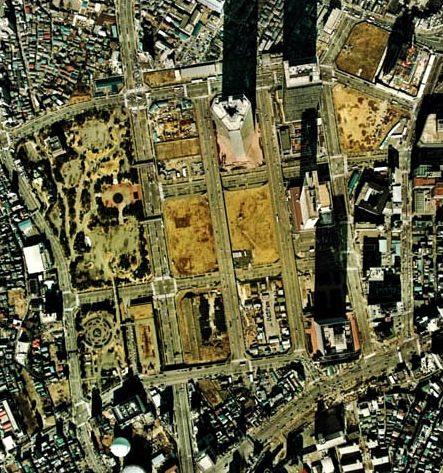
1974年の空中写真。「3×3の敷地」の左中と左下が後に都庁舎が建つ場所で、その右の縦方向の道路が都庁通り。
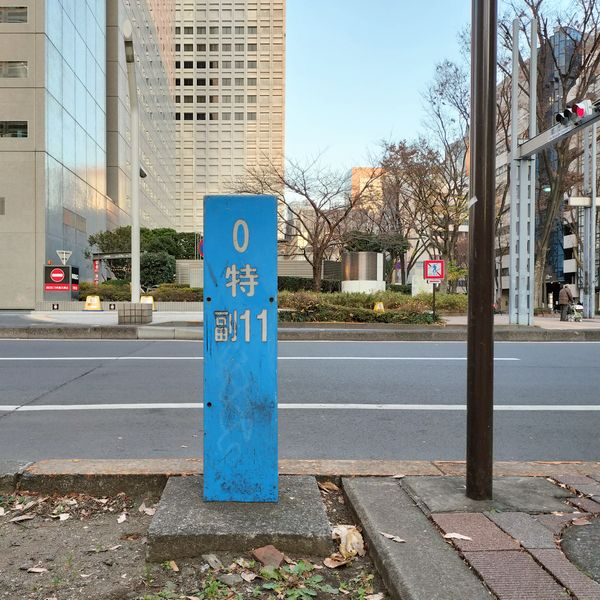
都庁南交差点にある距離標（0km、起点）。
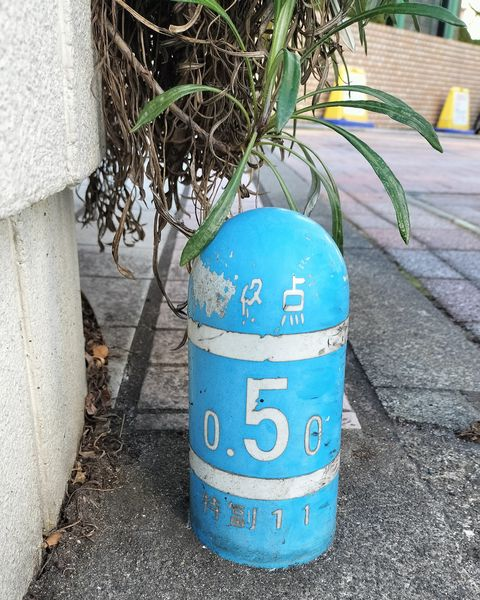
都庁北交差点にある距離標（0.50km、終点）

## 歴史
淀橋浄水場廃場に伴う、西新宿地区の再開発により設置された。
- 1960年（昭和35年）6月15日 - 東京都市計画道路事業の新宿副都心街路第十一号線として、事業開始[1]。
- 1965年（昭和40年）3月31日 - 淀橋浄水場が廃場となる。
- 1987年（昭和62年）8月10日 - 新宿副都心街路として、日本の道100選に選出。

## 交差する道路
- 東京都道新宿副都心二号線（南通り） - 都庁南交差点、起点
- 東京都道新宿副都心三号線（ふれあい通り） - 立体交差
- 東京都道新宿副都心四号線（中央通り） - 立体交差
- 東京都道新宿副都心五号線（北通り） - 都庁北交差点、終点

## 沿道の施設
- 南
  - 新宿ワシントンホテル
  - 新宿NSビル
  - 都庁第二庁舎
- 中央
  - 都議会議事堂
  - 都庁第一庁舎
- 北
  - 新宿住友ビル
  - ハイアットリージェンシー東京、新宿第一生命ビル
  - ヒルトン東京

## 関連施設
- ワンデーストリート - 南端付近の地下を通る歩道。
- 都庁前駅 - 中央通りの地下にある。
- バス停留所
  - 都庁本庁舎
  - ハイアットリージェンシー東京前

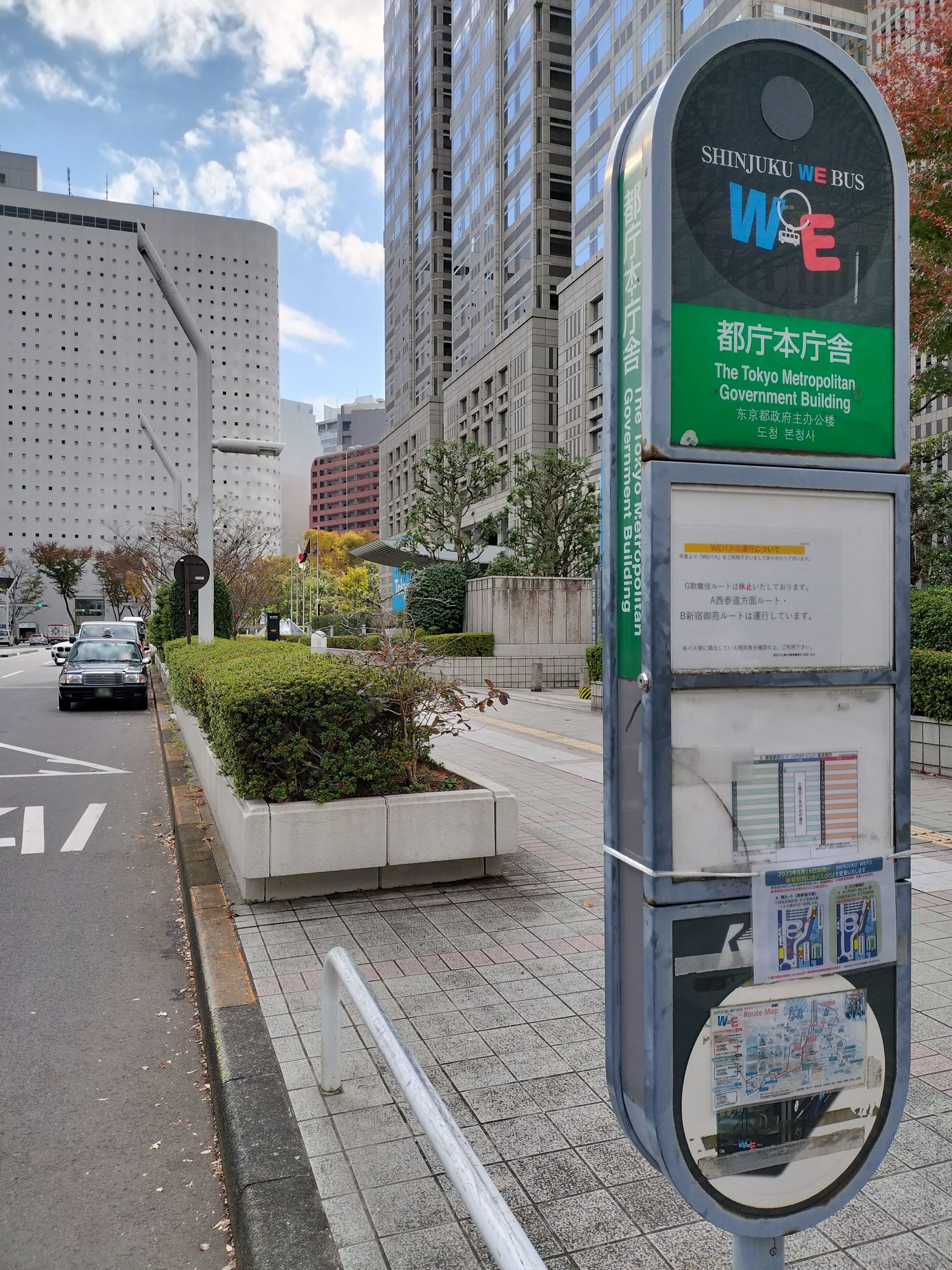
都庁本庁舎停留所
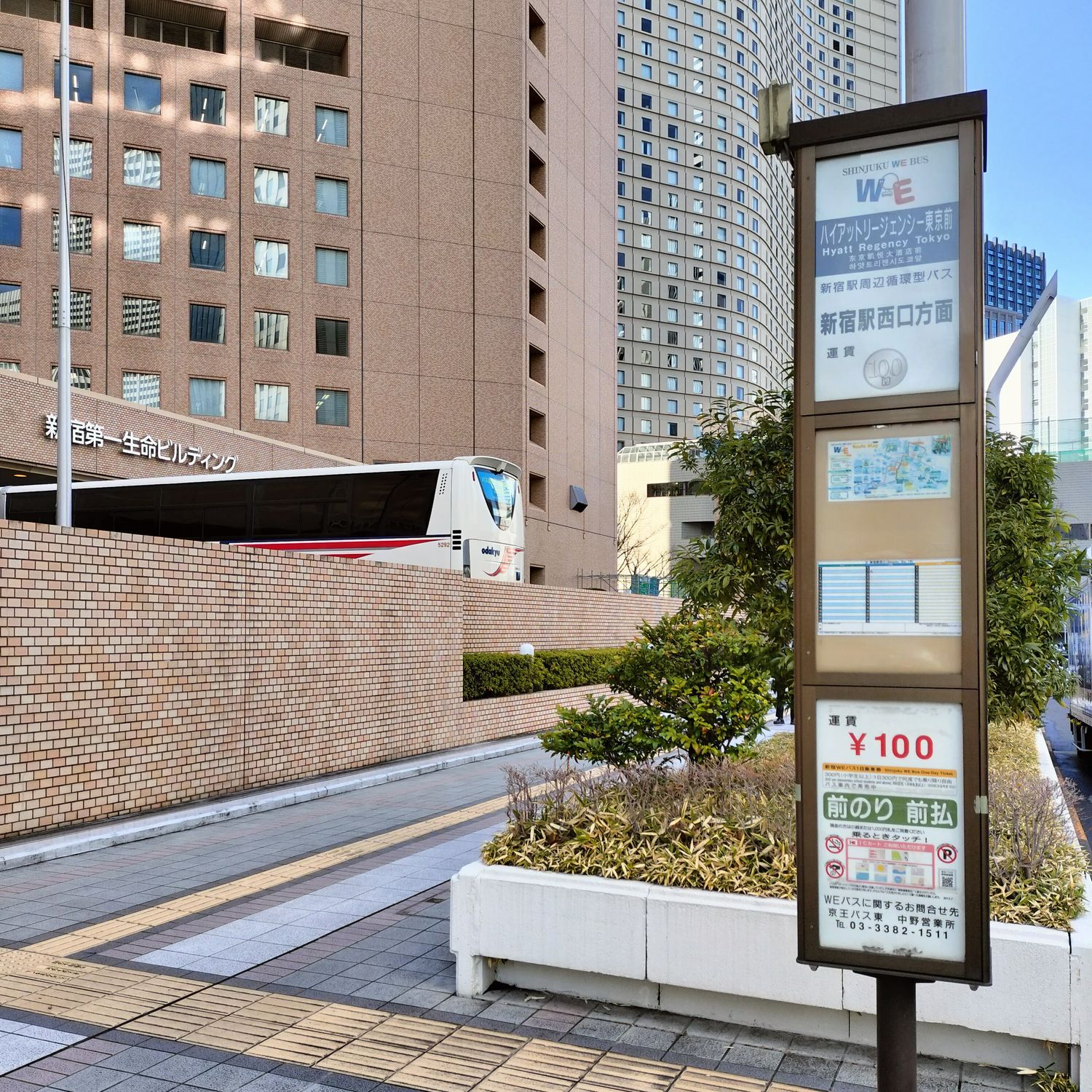
ハイアットリージェンシー東京前停留所

## 関連道路
- 東京都道新宿副都心八号線
- 東京都道新宿副都心九号線（東通り）
- 東京都道新宿副都心十号線（議事堂通り）
- 東京都道新宿副都心十二号線（公園通り）
- 東京都道新宿副都心十三号線（十二社通り）